# Deutsche Skilanglauf-Meisterschaften 2017
Die Deutschen Skilanglauf-Meisterschaften 2017 fanden in Oberwiesenthal statt. Massenstartrennen und Teamsprint wurden am 25. und 26. März 2017 in der Sparkassen-Skiarena ausgetragen. Die Rennen wurden vom WSC Erzgebirge Oberwiesenthal ausgerichtet.

## Ergebnisse Herren

### 50 km Freistil Massenstart
| Platz | Name            | Verein                        | Zeit        |
| ----- | --------------- | ----------------------------- | ----------- |
| 1     | Jonas Dobler    | SC Traunstein                 | 2:03:28,3 h |
| 2     | Andreas Katz    | SV Baiersbronn                | 2:03:31,7 h |
| 3     | Hannes Dotzler  | SC Sonthofen                  | 2:04:18,5 h |
| 4     | Thomas Bing     | Rhöner WSV                    | 2:06:11,9 h |
| 5     | Marius Cebulla  | SWV Goldlauter                | 2:06:43,8 h |
| 6     | Andy Kühne      | WSC Erzgebirge Oberwiesenthal | 2:07:13,9 h |
| 7     | Valentin Mättig | WSC Erzgebirge Oberwiesenthal | 2:07:55,8 h |
| 8     | Josua Strubel   | SC Seebach                    | 2:08:50,0 h |
| 9     | Erik Lesser     | SV Eintracht Frankenhain      | 2:10:15,4 h |
| 10    | Eric Frenzel    | WSC Erzgebirge Oberwiesenthal | 2:11:58,2 h |

Datum: 25. März

Am Start waren 25 Teilnehmer.

### Teamsprint klassisch
| Platz | Landesverband | Name                               | Verein                                  | Zeit        |
| ----- | ------------- | ---------------------------------- | --------------------------------------- | ----------- |
| 1     | Thüringen     | Marius Cebulla Thomas Bing         | SWV Goldlauter Rhöner WSV               | 26:52,8 min |
| 2     | Bayern        | Andreas Katz Josua Strubel         | SV Baiersbronn SC Seebach               | 26:58,3 min |
| 3     | Bayern        | Jonas Dobler Thomas Hauber         | SC Traunstein SC Pfronten               | 27:01,7 min |
| 4     | Sachsen       | Valentin Mättig Andy Kühne         | WSC Erzgebirge Oberwiesenthal           | 27:02,6 min |
| 5     | Bayern        | Felian Schubert Michael Willeitner | SLV Bernau SK Berchtesgaden             | 28:04,1 min |
| 6     | Bayern        | Christian Dotzler Hannes Dotzler   | SC Sonthofen                            | 28:04,2 min |
| 7     | Thüringen     | Eric Vosshage Johannes Bähr        | WSV Schmiedefeld WSV Bad Lobenstein     | 28:16,6 min |
| 8     | Thüringen     | Erik Lesser Maximilian Janke       | SV Eintracht Frankenhain WSV 05 Oberhof | 28:36,1 min |

Datum: 26. März

## Ergebnisse Frauen

### 30 km Freistil Massenstart
| Platz | Name             | Verein                        | Zeit        |
| ----- | ---------------- | ----------------------------- | ----------- |
| 1     | Katharina Hennig | WSC Erzgebirge Oberwiesenthal | 1:20:33,7 h |
| 2     | Monique Siegel   | SC Norweger 1896 Annaberg     | 1:20:34,9 h |
| 3     | Pia Fink         | SV Bremelau                   | 1:22:02,8 h |
| 4     | Theresa Eichhorn | SV Biberau                    | 1:22:04,1 h |
| 5     | Sofie Krehl      | SC Oberstdorf                 | 1:22:05,2 h |
| 6     | Anne Winkler     | SSV Sayda                     | 1:28:40,8 h |
| 7     | Lisa Scheufele   | SC Traunstein                 | 1:30:22,3 h |
| 8     | Lisa Rothe       | SC Norweger 1896 Annaberg     | 1:57:02,9 h |

Datum: 25. März

Am Start waren 8 Teilnehmerinnen.

### Teamsprint klassisch
| Platz | Landesverband | Name                          | Verein                                                  | Zeit        |
| ----- | ------------- | ----------------------------- | ------------------------------------------------------- | ----------- |
| 1     | Sachsen       | Katharina Hennig Anne Winkler | WSC Erzgebirge Oberwiesenthal SSV Sayda                 | 23:39,4 min |
| 2     | Sachsen       | Monique Siegel Julia Belger   | SC Norweger 1896 Annaberg WSC Erzgebirge Oberwiesenthal | 24:20,7 min |
| 3     | Bayern        | Sofie Krehl Lisa Scheufele    | SC Oberstdorf SC Traunstein                             | 25:14,5 min |

Datum: 26. März